# Нівиця (Жарський повіт)
Нівиця (пол. Niwica) — село в Польщі, у гміні Тшебель Жарського повіту Любуського воєводства.
Населення — 375 осіб (2011).
У 1975-1998 роках село належало до Зеленогурського воєводства.

## Демографія
Демографічна структура станом на 31 березня 2011 року:
|          | Загалом | Допрацездатний вік | Працездатний вік | Постпрацездатний вік |
| -------- | ------- | ------------------ | ---------------- | -------------------- |
| Чоловіки | 187     | 35                 | 127              | 25                   |
| Жінки    | 188     | 44                 | 107              | 37                   |
| Разом    | 375     | 79                 | 234              | 62                   |